# Грузия против России
Грузия против России — название ряда судебных процессов, инициированных Грузией против Российской Федерации в международных судах в период обострения двусторонних отношений во второй половине 2000-х годов.
Список рассмотренных судебных процессов:
- В Международном суде ООН➤ (о дискриминации грузин в ходе войны 2008 года) — свёрнут без итога.
- В Европейском суде по правам человека➤:
  - О массовой высылке грузин из России➤ — успешно для Грузии; ожидается выплата репараций.
  - О нарушениях прав человека в Абхазии и Южной Осетии➤ — в основном успешно для Грузии; рассматривается потребность репараций.
  - О задержаниях грузин в Южной Осетии➤ — свёрнут; конфликт разрешился во внесудебной форме.
  - О положении на границе контролируемых Грузией территорий с Абхазией и Южной Осетией➤ — успешно для Грузии.
- В Международном уголовном суде➤ (о военных преступлениях) — успешно для Грузии; выдан ордер на арест трёх югоосетинских  чиновников.

## В Международном суде ООН
Официальное название процесса — «Дело, касающееся применения Международной конвенции о ликвидации всех форм расовой дискриминации (Грузия против Российской Федерации)» (англ. Case concerning Application of the International Convention on the Elimination of All Forms of Racial Discrimination (Georgia v. Russian Federation)) — первое разбирательство в Международном суде как для России, так и для Грузии.

### Обращение в суд
12 августа 2008 года (в ходе войны между Грузией и Россией) Грузия подала в Международный суд заявление против России, требуя привлечь последнюю к ответственности за нарушения статей 2, 3, 4, 5 и 6 Международной конвенции о ликвидации всех форм расовой дискриминации (ICERD) «на территории Грузии и вокруг неё». Грузия утверждала, что начиная с 1990 года Россия (как непосредственно, так и через подконтрольные ей структуры Абхазии и Южной Осетии) осуществляет дискриминацию грузинского населения в этих республиках.
15 августа стало известно, что слушания Международного суда ООН по иску Грузии против России назначены на 8-10 сентября.

### Принятие временных мер
8-10 сентября 2008 года прошли слушания по ходатайству Грузии от 14 августа (дополненному 25 августа) о предписании «временных мер» в обеспечение прав Грузии по иску. Необходимость этих мер Грузия обосновала тем, что последствием войны 2008 года стало закрепление дискриминационной ситуации — условий, делающих невозможным возвращение грузинских перемещённых лиц в Абхазию и Южную Осетию.
15 октября 2008 года суд вынес решение: сочтя, что «на первый взгляд» обладает юрисдикцией по данному делу, он предписал обеим сторонам временные меры, требующие подтверждения их обязательств по указанной выше Конвенции ICERD. Меньшинство судей (семь голосов (включая российского судью) против восьми (включая итальянского судью ad hoc, назначенного Грузией)) считало, что суд не вправе рассматривать дело, так как не соблюдены правила статьи 22 конвенции ICERD об обязательной досудебной процедуре. Судья ad hoc представил декларацию, в которой выразил несогласие с отнесением временных мер также и к Грузии.
С одной стороны, суд удовлетворил требование Грузии об определении временных мер в связи с войной, однако с тем же самым призывом он обратился и к Грузии.

### Дальнейший процесс и его завершение
2 декабря 2008 года суд определил сроки для представления аргументов сторонами — 2 сентября 2009 года для Грузии и 2 июля 2010 года для России. Слушания по возражениям России о юрисдикции суда состоялись 13—17 сентября 2010 года.
1 апреля 2011 года суд опубликовал своё решение, в котором постановил, что он не обладает юрисдикцией для рассмотрения заявления, поданного Грузией в ходе войны, так как не была соблюдена обязательная досудебная процедура, предусмотренная статьёй 22 ICERD. Решение по этому вопросу было принято 10 голосами против 6: судьи Овада, Зимма, Абраам, Донохью и Гайя (совместно) и судья Кансаду Триндади (отдельно) представили расходящиеся мнения, считая, что суду следует рассмотреть иск по существу. Судьи Томка, Скотников, Корома и Сюэ считали, что для отказа в рассмотрении дела существовало и другое основание — отсутствие на момент подачи иска спора о соблюдении Россией ICERD между ней и Грузией.

## В Европейском суде по правам человека
В производстве было четыре межгосударственных судебных процесса. По состоянию на январь 2021 года: два дела рассмотрено (из них одно на стадии определения компенсации); третье прекращено; по четвёртому зарегистрирована жалоба.

### Дело о массовой высылке грузин из России в 2006 году
26 марта 2007 года Грузия подала в Европейский суд по правам человека жалобу на Россию, в действиях которой заявитель усмотрел нарушения статей 3, 5, 8, 13, 18 ЕКПЧ, статей 1 и 2 протокола № 1 к ЕКПЧ, статьи 4 протокола № 4 к ЕКПЧ, статьи 1 протокола № 7 к ЕКПЧ. Суд провел первые слушания по делу 16 апреля 2009 года, а 3 июля решил принять жалобу к рассмотрению, хотя и не единогласно.
В 2009 году рассмотрение дела было передано в Большую палату ЕСПЧ. В январе — феврале 2011 года суд заслушал свидетелей по делу. В июне 2012 года состоялись слушания по делу. В июле 2014 года суд вынес постановление, по ряду статей Европейской конвенции усмотрев в действиях России нарушения, по другим — отсутствие нарушений. Пять судей представили три особых мнения. Решение вопроса о выплате компенсации было отложено.
Грузия потребовала выплаты компенсации в размере 70,5 млн евро. В 2019 году Большая палата ЕСПЧ постановила, что Россия должна выплатить Грузии компенсацию в размере 10 млн евро. По состоянию на июнь 2022 года Россия не заплатила ничего.

### Дело о нарушениях прав человека в Абхазии и Южной Осетии
11 августа 2008 года Грузия начала процесс в ЕСПЧ, призвав суд применить временные меры и обвиняя Россию в нарушении статей 2 и 3 ЕКПЧ, а также статьи 1 протокола № 1 к ЕКПЧ. 12 августа суд призвал обе стороны конфликта к соблюдению Конвенции, особенно статей 2 и 3. 6 февраля 2009 года Грузия представила суду текст жалобы, в которой потребовала также признать нарушенными Россией статьи 5, 8 и 13 ЕКПЧ, статьи 2 протокола № 1 к ЕКПЧ и статьи 2 протокола № 4 к ЕКПЧ. В сентябре 2011 года состоялись слушания по делу. 13 декабря 2011 года суд счёл жалобу приемлемой для рассмотрения по существу. В апреле 2012 года дело было передано в Большую палату суда, в мае 2018 года состоялись слушания по делу.
В январе 2021 года суд вынес окончательное постановление по существу дела, по части вопросов усмотрев нарушения Конвенции, по другой не увидев нарушений. Вопрос о присуждении компенсации суд отложил.

### Дело о задержаниях грузин в Южной Осетии
В ноябре 2009 года Грузия подала в ЕСПЧ заявление с требованием к России обеспечить освобождение четырёх несовершеннолетних грузин в Южной Осетии. Грузины были освобождены в декабре, и в январе 2010 года Грузия решила более не поддерживать своих требований по делу; в марте суд прекратил разбирательство.

### Дело о положении на границе контролируемых Грузией территорий с Абхазией и Южной Осетией
В августе 2018 года Грузия подала против России жалобу в ЕСПЧ о нарушениях на границе контролируемых Грузией территорий с Абхазией и Южной Осетией статей 2, 3, 5, 8, 13, 14 ЕКПЧ, статей 1 и 2 протокола № 1 к ЕКПЧ, статьи 2 протокола № 4 к ЕКПЧ.
К 9 апреля 2024 года ЕСПЧ рассмотрел дело и признал Россию виновной в нарушении прав человека при бордеризации (обустройстве линии разграничения между Южной Осетией и Грузией). Суд признал нарушения статей 2 (право на жизнь), 3 (запрет на бесчеловечное или унижающее достоинство обращение), 5 (право на свободу и безопасность) и 8 (право на защиту семейной жизни) Европейской конвенции о правах человека.

## В Международном уголовном суде
В 2015 г. прокурор Международного уголовного суда запросила у судей разрешения на проведение расследования о возможных военных преступлениях как со стороны Грузии, так и со стороны Южной Осетии.
Расследование ситуации в Грузии было начато прокурором Международного уголовного суда (МУС) в Гааге в январе 2016 года.
В июне 2022 года МУС потребовал ареста трёх чиновников администрации Южной Осетии, занимавшихся «эвакуацией» (фактически депортацией) гражданских с территории Южной Осетии (Давида Санакоева, непосредственно занимавшегося переселением, министра внутренних дел Михаила Миндзаева и начальника следственного изолятора цхинвальского МВД Гамлета Гучмазова), а в декабре 2022 года признал их виновными. Миндзаев и Гучмазов имеют российское гражданство, что может существенно осложнить их заключение под стражу, так как Россия не является участником Римского статута.
Чиновники обвиняются в незаконном содержании под стражей, пытках, бесчеловечном обращении, посягательстве на достоинство личности, захвате заложников и незаконном их перемещении. Число погибших в ходе депортации этнических грузин было оценено в 113 человек.
При расследовании суд не выявил виновных с грузинской стороны.